# Don't Go Breaking My Heart (chanson d'Agnes)
Pour les articles homonymes, voir Don't Go Breaking My Heart.
Singles de Agnes
Sometimes I Forget
(2010) One Last Time
(2012)
Don't Go Breaking My Heart  est un single tiré de l'album Veritas, de la chanteuse suédoise Agnes. Il est sorti en 2013 en France.

## Liste des titres
Digital  France
(Sortie : 28 octobre 2013 - label : BIP/Roxy)
1. (Don't Go Breaking My Heart (Radio Edit] — 3 min 46 s

## Historique des sorties
| Région | Date       | Format         | Label           |
| ------ | ---------- | -------------- | --------------- |
| France | 28/10 2013 | Radio Single   | Roxy Recordings |
| France | 28/10 2013 | Téléchargement | Roxy Recordings |